# Tren
|  | Aquest article tracta sobre el mitjà de transport. Si cerqueu cant funeral típic de la lírica grega, vegeu «Tren (literatura)». |

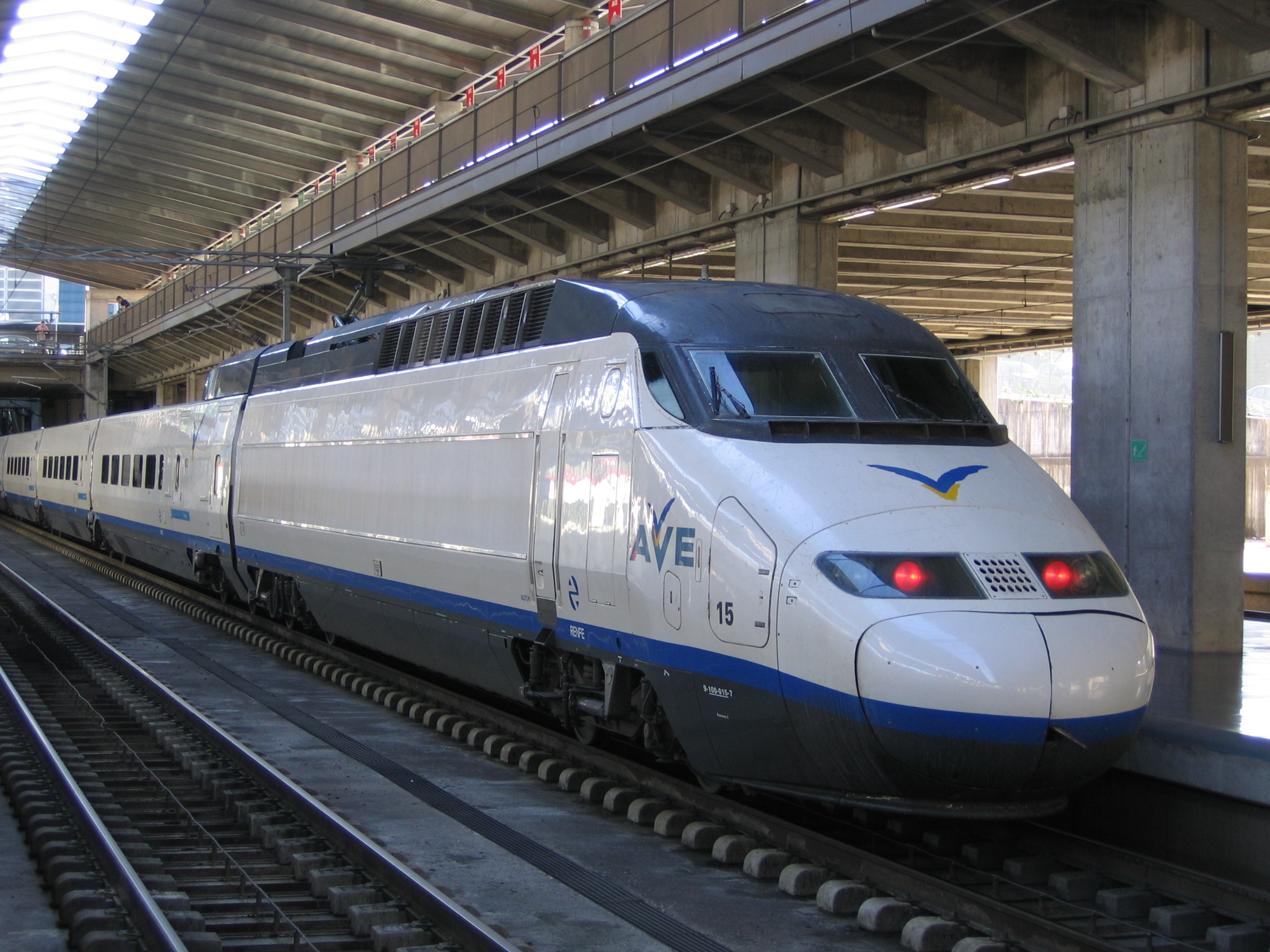
Tren d'alta velocitat

Un tren és un vehicle que circula sobre uns rails i fa possible el transport ferroviari en ser propulsat per si mateix (autopropulsat) o per una locomotora. Habitualment un tren consisteix en un conjunt de vehicles connectats que són capaços de moure's junts al llarg d'una via de ferrocarril per transportar mercaderies o passatgers. Els vagons i locomotores de ferrocarril que no utilitzen eixos simples descansen sobre una estructura rodant anomenada bogi. La propulsió pot venir de diverses fonts. Sovint és proporcionada per una locomotora o per unitats múltiples autopropulsades. Els trens més moderns són impulsats per locomotores amb motors dièsel o elèctrics. En els trens elèctrics la font d'alimentació, l'electricitat, se subministra per cables aeris, o rails addicionals. La font d'alimentació tradicional dels trens ha estat el vapor, però també s'han utilitzat cavalls, cordes o filferros, la gravetat, mecanismes pneumàtiques i turbines de gas. La Xarxa Ferroviària Transeuropea (sense Noruega, Suïssa, Bulgària i Romania) té una longitud de 199.682 km, dels quals 100.228 km estan electrificats.

## Desenvolupament tecnològic del tren a través de la història

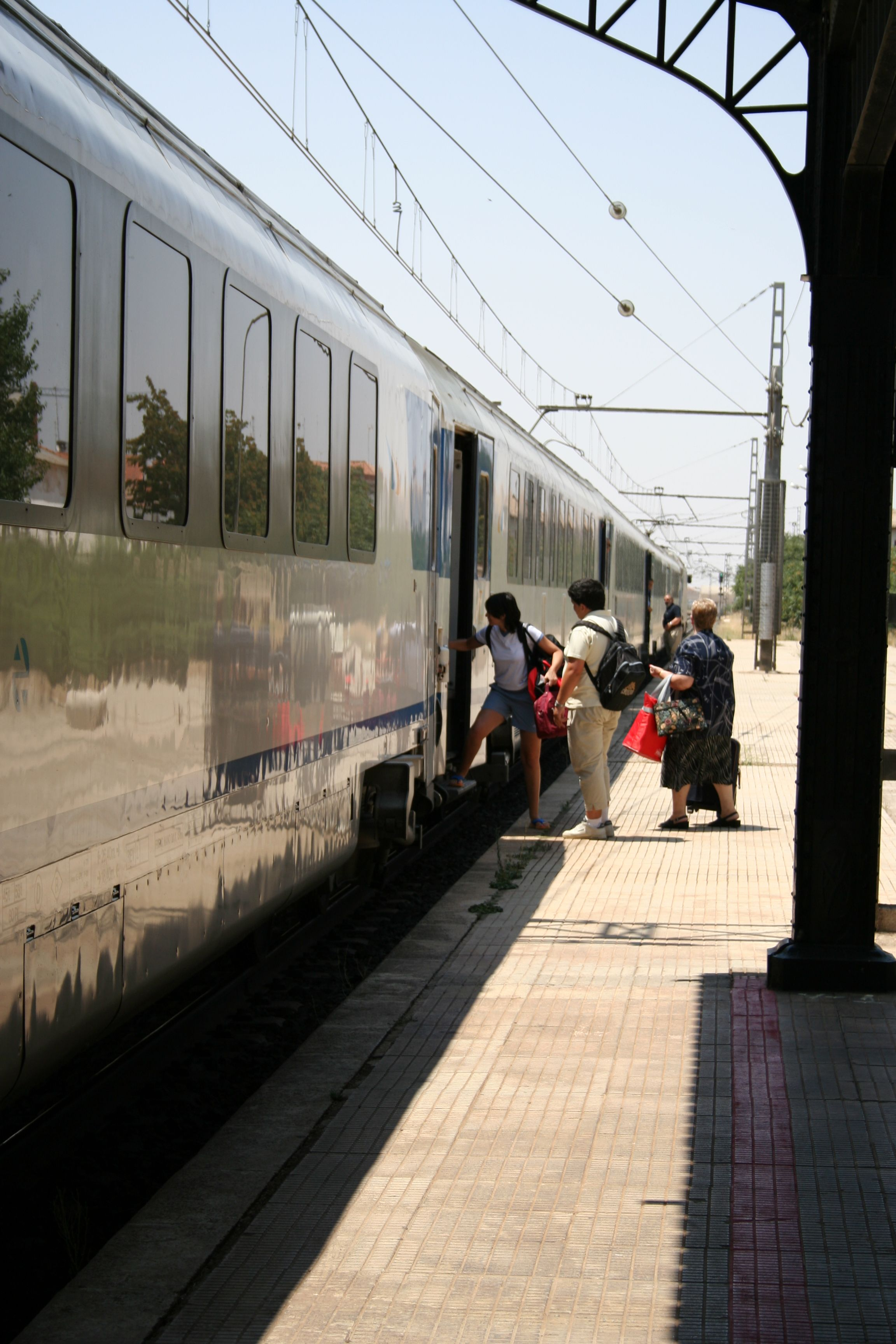
Passatgers pujant al Arco García Lorca

Aquesta paraula o el seu equivalent és gairebé la mateixa en anglès, francès, holandès, castellà o italià. Les llengües alemanyes i escandinava van donar zug, tåg i tog, emparentades amb el verb anglès to tug, que té el sentit d'arrossegar. Avui definiríem el tren com un vehicle múltiple mogut per mitjans mecànics que circula per una via fèrria especialment realitzada per a ell.
Aquest ha fet més per la transformació del món i de la humanitat que qualsevol altre mitjà de transport, des que la barca es va convertir en navili. Ha estat per als continents el que va ser el vaixell, durant segles, per als oceans. Avui veiem com l'automòbil és per tot arreu i l'avió és capaç de sobrevolar la terra i els mars a gran velocitat, però abans que apareguessin aquests dos mitjans de locomoció, el vaixell i després el tren van permetre a l'home conèixer el món i dominar-lo després.
En un curt espai de temps algú va inventar la roda poc abans que un altre inventor va descobrir la possibilitat de guiar un vehicle. Ambdós esdeveniments van tenir lloc, segurament, a Mesopotàmia, aquest zona entre dos grans rius de l'occident d'Àsia.

### Possible origen

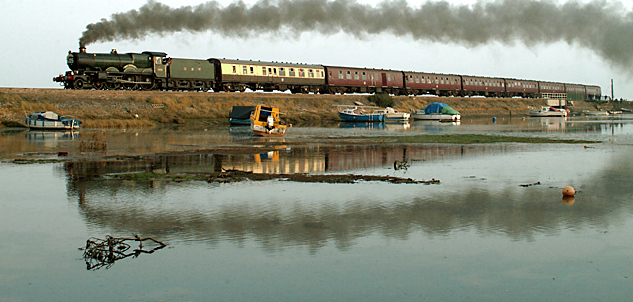
Locomotora a vapor en un tren de passatgers (Earl Bathurst)

Els carros van anar excavant solcs paral·lels en els carrers d'Ur. Els seus habitants es van adonar molt aviat que aquestes rodades, quan eren profundes, mantenien els vehicles sense sortir d'una senda i sense fer malbé les cases al costat de les quals passaven, en els estrets carrers de les ciutats que regaven el Tigris i l'Eufrates. Més endavant es van cobrir els carrers polsosos o enfangar amb lloses, deixant, deliberadament, els solcs necessaris perquè els carros seguissin un camí fix. Cal no oblidar que la carreta de quatre rodes era llavors una invenció recent, i que el seu eix posterior no era orientable.
El ferrocarril va ser producte de la Revolució Industrial sorgida a Anglaterra durant els segles xviii i xix.
Bàsicament, un ferrocarril consta d'una locomotora a la qual se li afegeixen vagons per al transport humà i de càrrega.
Els ferrocarrils han estat subjectes dels avenços tecnològics. Un bon exemple és el tren bala del Japó.
El constructor de la primera locomotora que circulava sobre rails el 25 de juliol de 1814, que derivaria més tard en un tren, va ser George Stephenson.
El destí inicial de la locomotora va ser en les mines de carbó. En la primera demostració es va aconseguir arrossegar una càrrega de quaranta tones a una velocitat de sis quilòmetres per hora.
El 1823, el Parlament anglès va aprovar l'acta que assegurava a George Stephenson la titularitat d'un projecte, la finalitat del qual era unir els pobles de Stockton i Darlington mitjançant una via fèrria.

### Redescobriment
Al segle xix, en nombrosos països europeus van començar a descobrir els vestigis de l'Imperi Romà, i van aparèixer ciutats perfectament traçades amb les seves fortificacions, esplèndides cases de camp amb una espècie de calefacció central i aigua corrent, carreteres ben pavimentades i també camins de pedra habilitats per a la circulació de carretes amb càrregues pesants. Un d'aquests camins va ser trobat a les Illes Britàniques, precisament on s'elevaria després l'estació de ferrocarril d'Abbeydore, a la frontera d'Anglaterra amb Gal·les.
Aquella va ser l'època del vehicle guiat, però no del camí proveït de rails. La idea d'aquest devia sorgir quan en les vies de profundes rodades, es van col·locar, tot al llarg, troncs d'arbre partits per la meitat per evitar que les rodes de les carretes s'enfonsessin en el fang. Aquests van ser els primers rails. Sens dubte, aquest sistema es va estendre per les comarques on plovia molt i escassejava la pedra. L'essència mateixa del camí de rails és l'existència de vorells en el camí o a les rodes. Els camins de pedra tenien la vora de la rodada. Però, quan va aparèixer la roda de pestanya sobre rail pla? 

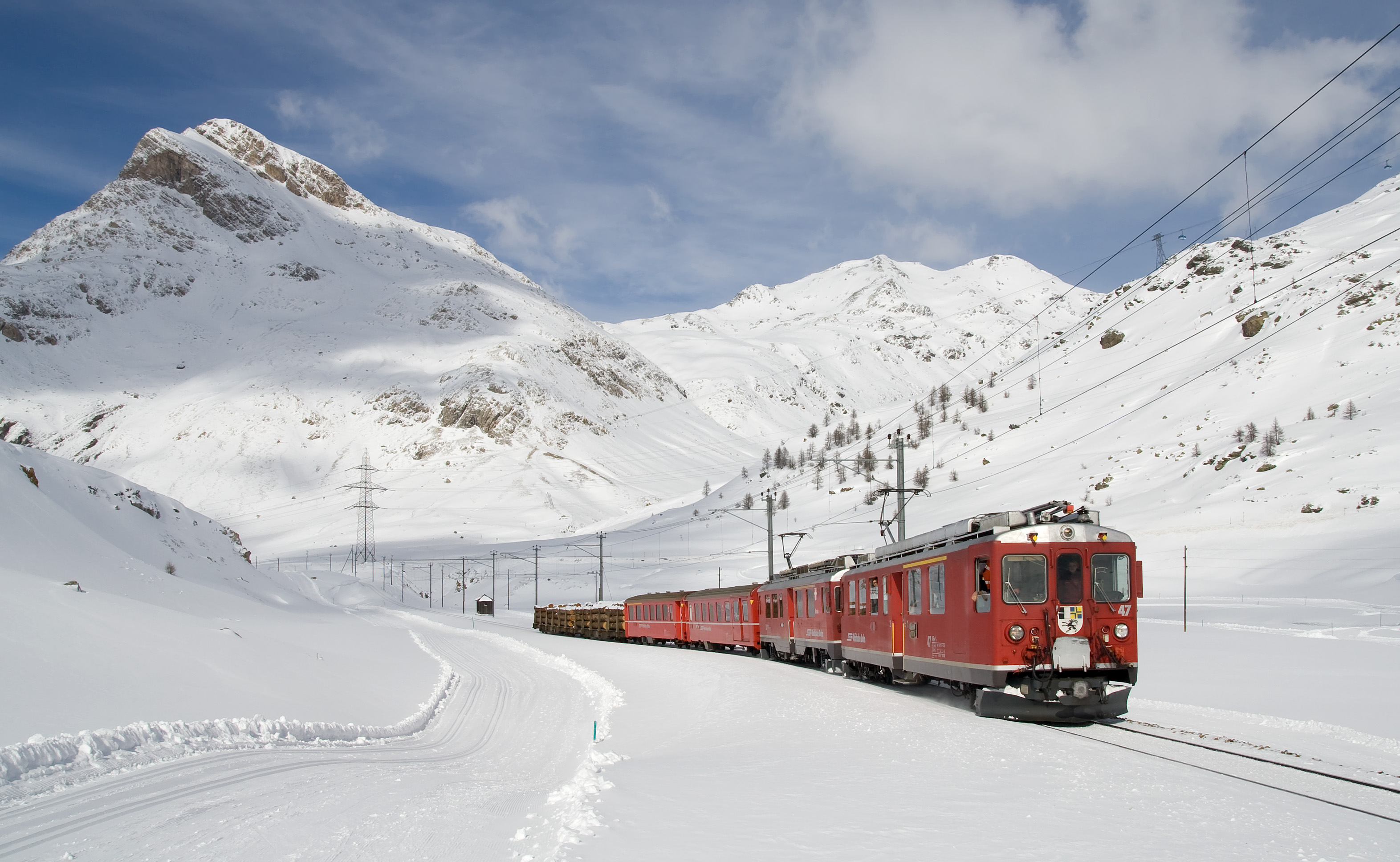
Els trens fàcilment ens poden dur a llocs remots, aquí la línia de Bernina Express a Suïssa

En la seva forma primitiva aquesta roda semblava un rodet i els troncs d'arbre a esquadra (avets o làrixs) clavats sobre altres troncs més curts formant angles rectes constituïen la via: rails muntats sobre travesses. Hi va haver fins i tot rudimentàries agulles. No se sap qui va instal·lar la primera via, però en el segle xvi s'usaven ja en les mines d'or de Transsilvània, i alguns exemplars d'aquelles vies primitives i dels vehicles, que sobre elles circulaven, han sobreviscut al pas del temps.

### Evidència de desenvolupament
En diversos tractats del segle xvi hi ha il·lustracions representant "aquells ferrocarrils" i rails de fusta. El més conegut és potser De Re Metallica, de Georgius Agrícola (Georg Bauer), publicat el 1556. El dibuix d'una d'aquestes vies en una mina d'Alsàcia, es troba també a la Cosmographica Universalis (1550) de Sebastían Münster. És probable que abans d'aquestes dates aquestes vies es fessin servir a les mines d'Europa de l'Est i del Tirol.
Així doncs, segons els nostres coneixements actuals, sembla que la idea de fer un camí especial per carruatges la van tenir a Mesopotàmia, i que l'ús de la roda de pestanya sobre rail es deu a un alemany desconegut. Les vagonetes s'anomenaven en alemany antic Hunte (gossos). Al segle xviii hi va haver dos sistemes rivals: el de la roda de pestanya sobre carril ordinari (la forma actual) i el de les rodes ordinàries sobre rail amb vora o amb un solc. Aquest darrer, format per barres de ferro fos en forma de L i recolzades en pedres, donava una via dura, però útil, quan les càrregues no eren excessives. Durant tot el segle es van construir nombrosos ferrocarrils miners a tot Europa, sobretot a Gal·les i al nord-oest d'Anglaterra, on la mineria prosperava. En el llibre de Charles Edward Lee, "L'evolució dels ferrocarrils", que acaba en el moment en què gairebé totes les obres consagrades al tema comencen, es troben molts detalls d'aquella època.
Què té a veure tot això amb els trens? cal preguntar. És cert que un cavall que arrossega una vagoneta sobre uns carrils no és un tren, però sense els rails, l'animal no hagués pogut arrossegar més que un sol vehicle, i amb ells remolcava diverses vagonetes. El tren modern sorgeix en substituir la tracció animal per la màquina.
Exceptuant els models simples i clàssics en els segles xvi i xvii, podem considerar que no hi ha màquines. Anys més tard diem que l'enginyeria mecànica és més moderna que les obres públiques. Tanmateix, els aqüeductes romans, construïts sota l'emperador Claudi, ens semblen moderns.
Durant el segle xvii, a Europa, sobretot al nord-oest d'Anglaterra, es van realitzar obres per a sostenir les arcaiques mines. Aquestes es trobaven generalment sota dels turons i les vies de vagonetes descendien fins al riu o canal més proper, on els vaixells recollien el carbó. Per pujar al turó, els cavalls tiraven de les vagonetes i al baixar les pendents pel seu propi pes, els animals anaven en el vehicle de cua. En Country Durham, Anglaterra, es conserva encara el que pot ser el primer viaducte ferroviari del món: el Causey Arch en Tanfield, construït el 1727. Aquelles mines van quedar exhaurides a finals del segle xx, però, com els aqüeductes romans, Tandfield Arch segueix en peu i ha estat catalogat com a monument històric, ja que és sens dubte un dels més impressionants objectes mòbils sobre la terra.

### Desenvolupament
El 1879 l'enginyer Werner von Siemens va pensar en el primer tren elèctric, el qual podia transportar fins a trenta passatgers a 6,5 kilòmetres per hora. En la dècada del 1890 van aparèixer i es van utilitzar els trens elèctrics en un ferrocarril subterrani.
El motor dièsel s'incorporà als trens a Europa i Estats Units d'Amèrica a la dècada del 1930. A la dècada posterior van substituir quasi la totalitat dels trens amb motor de vapor.

## El tren com a conjunt
Un tren en marxa pot analitzar-se com un conjunt d'elements que realitzen funcions diferents.
La primera classificació és la següent:
- Elements materials que serveixen per al transport
  - En un tren clàssic: locomotora i vagons
  - En trens sense locomotora: vagons amb motors incorporats
- Equip humà a bord
  - Maquinista, cap de tren/revisor/personal auxiliar
- Elements transportats
  - Passatgers
  - Transport d'animals vius
  - Transport de mercaderies (perilloses o no perilloses)

### Descripció dels elements rodants
Tant una locomotora, com un vagó amb motors o un vagó sense motors disposen d'una estructura, un volum útil (tancat o obert) i uns elements de rodadura.
- Entre les rodes i l'estructura hi ha d'haver un sistema de suspensió (amb dispositius elàstics i amortidors)
  - Ballestes com a element elàstic de la suspensió[5][6]
  - Suspensió d'una locomotora.[7]

### Sistema motor i de transmissió
En els trens de vapor la potència la proporcionaven els pistons que actuaven (generalment) directament sobre les rodes.
Les locomotores dièsel necessiten una transmissió entre el motor i les rodes. Transmissió que pot ser hidrodinàmica o mecànica. A vegades s'usa un conjunt motor-generador elèctric-motors elèctrics.

### Sistema de frenada i de bloqueig de les rodes
Un tren ha de poguer reduir la seva velocitat, aturar-se o bloquejar les rodes. Aquesta és la funció del sistema de frens (manual mecànic, comanat per aire comprimit  –abans s'usava el buit, a la península Ibèrica-, elèctric amb recuperació d'energia, elèctric sense recuperació d'energia,...etc

### Vagons de passatgers
En trajectes curts els passatgers han d'anar còmodes i segurs, preferiblement amb seients adequats.
L'interior dels vagons ha de disposar de ventilació, calefacció o aire condicionat.

### Vagons per a transport d'animals vius
En cada cas hi ha d'haver solucions especials, que compleixin la normativa.

### Vagons de mercaderies
Les mercaderies perilloses o delicades exigeixen mesures especials. També hi ha diferència entre les càrregues empaquetades o a granel.

## Història del tren a Catalunya

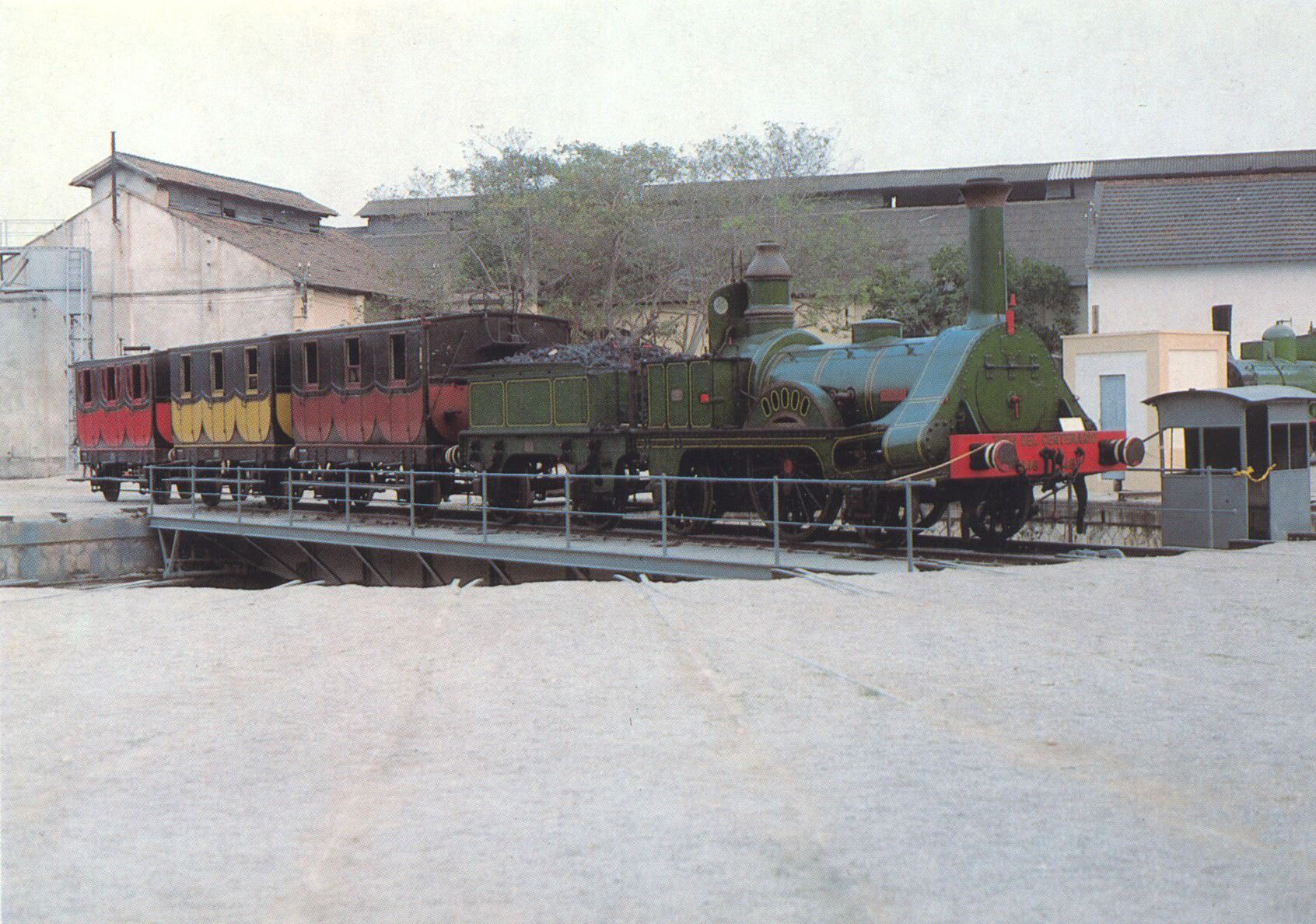
Rèplica de la locomotora "la Mataró".

El primer tren que va circular a Catalunya, i a la península Ibèrica, va circular per la línia Barcelona-Mataró que es va inaugurar el 28 d'octubre de 1848. Aquesta locomotora era un tren de vapor anomenada "la Mataró", actualment es pot trobar una rèplica al museu del ferrocarril de Vilanova i la Geltrú. La construcció de la línia línia Barcelona-Mataró va ser impulsada per un mataroní anomenat Miquel Biada i Bunyol, que havia tornat de fer fortuna a les Amèriques. Va tenir l'oportunitat de veure la primera línia espanyola de ferrocarril a l'illa de Cuba i va apostar amb un periodista català que uniria Barcelona i Mataró per tren. Amb la inversió de la seva fortuna, l'aportació de dotze socis de Barcelona i la d'alguns bancs anglesos, va reunir el capital necessari per fer front al seu projecte. Malauradament va morir tres mesos abans de la inauguració de la línia a conseqüència d'una i pneumònia que va contraure quan passejava armat per les vies en construcció, durant les nits, per evitar l'acció de sabotatge per part de detractors del projecte.
Els primers trens que van circular per Catalunya provenien de l'estranger. Els primers intents de construir locomotores daten de 1863 quan es varen dur a terme gestions prop de la Companyia del Ferrocarril de Saragossa a Barcelona, però finalment la comanda es va fer a l'estranger. No va ser fins a la dècada de 1880 que la Maquinista Terrestre i Marítima construí els primers trens catalans.

### L'ample de via i elCorredor Mediterrani
Un dels problemes principals dels ferrocarrils de Catalunya és la manca de voluntat de l'Estat per a solucionar la infraestructura esmentada. Als Estats Units hi havia un problema semblant i es va solucionar de manera ràpida i efectiva.
- Unificació de l'ample de via de l'any 1896 als Estats Units d'Amèrica.

Després de la Guerra Civil americana hi havia moltes companyies amb diversos amples de via, amb un total d'uns 15.000 km afectats. La conveniència i el desig de canviar a una amplada única eren evidents. 
Les converses i negociacions varen començar a final de 1895. El mes de febrer de 1986 es va arribar a un acord per a adoptar l'ample de “4 peus 9 polzades” (1.448 mm). Finalment, en dos dies es va realitzar el canvi (31 de maig i 1 de juny).

## Treballadors ferroviaris

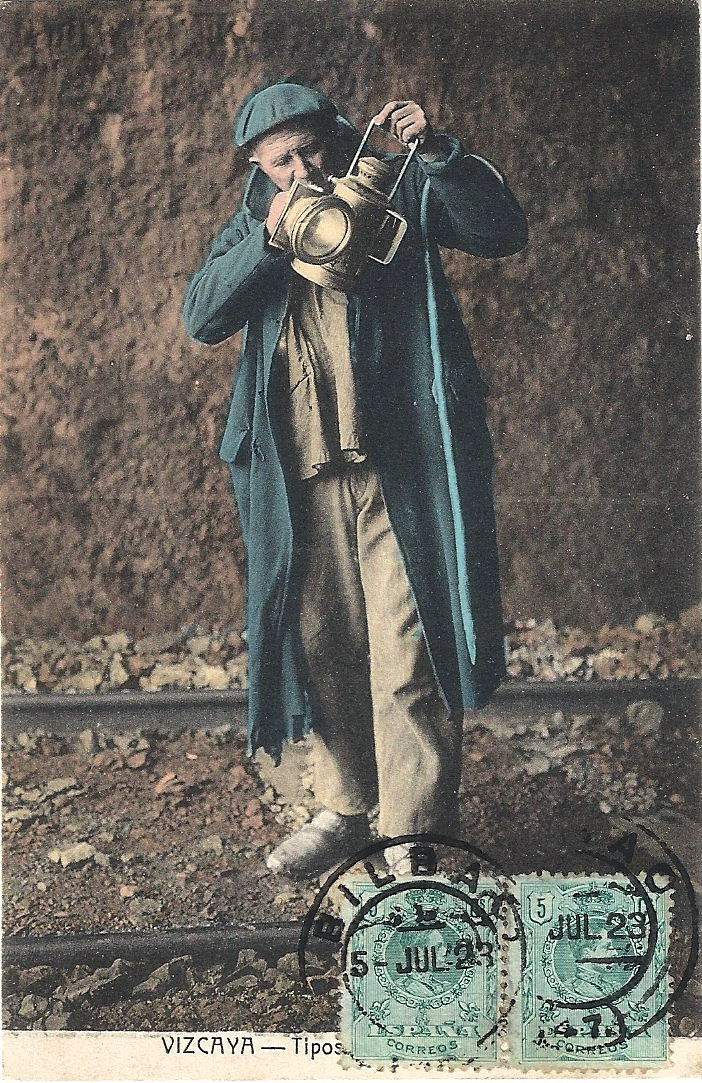
Ferroviari amb un fanal de senyals, targeta postal acolorida de 1923, Biscaia.

Actualment el servei ferroviari no necessita tant personal a dalt dels trens i és habitual que només hi hagi un maquinista i a vegades un revisor. Als primers trens el personal era divers:
- Maquinista: conductor del tren.
- Fogoner: alimentava el fogar amb carbó, als trens de vapor.
- Conductor o cap de tren: Coordinava totes les activitats realitzades al tren. La seva autoritat era vigent mentre el tren circulava, quan el tren estava parat en una estació, el cap d'estació era la màxima autoritat.
- Guardafrens: era l'encarregat de frenar els trens amb accions individuals sobre cada vagó, segons les ordres del maquinista que feia servir un xiulet.
- Mosso de tren: Organitzava i duia a terme el treball de càrrega i descàrrega de mercaderies. També atenia als viatgers.
- Interventor o revisor: Efectuava el control de viatgers.

## Tipus de trens
Hi ha diversos tipus de trens dissenyats per diferents propòsits. Un tren pot consistir d'una combinació d'una o més locomotores amb un o més vagons o cotxes i cada tren està dissenyat per un tipus de via concreta. A més de les vies fèrries de diferents amples, hi ha diferents tipus de ferrocarrils: ferrocarril atmosfèric, monorail, ferrocarril d'alta velocitat, tren Maglev, metro pneumàtic, funicular i cremallera.
Els trens poden transportar passatgers, mercaderies i fins i tot ser mixtos. Aquest últim pot ser habitual en serveis amb poca freqüència i que pel seu cost seria inviable l'existència dels dos serveis per separat.

### Trens de passatgers

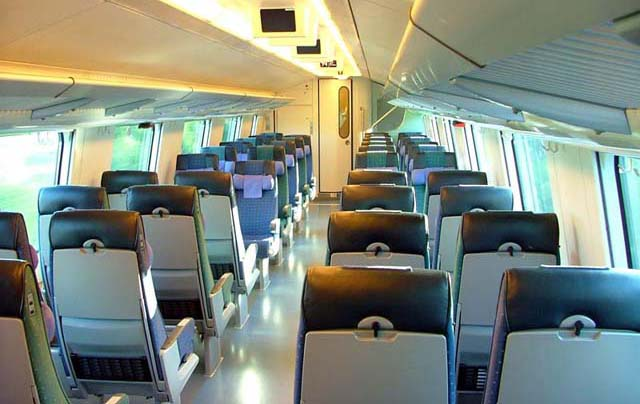
Interior d'un vago de tren de passatgers a Finlàndia.

Un tren de passatgers és un vehicle de transports de viatgers. El tren pot ser una unitat múltiple autopropulsada, o una combinació de locomotores amb vagons o cotxes. Els trens viatgen entre estacions o cotxeres, en els quals els passatgers embarquen i desembarquen. En la majoria dels casos, els trens de viatgers operen en un horari establert i tenen drets d'ocupació de via per davant dels trens de mercaderies.

#### Trens de llarga distància
Els trens de llarga distància viatgen entre diferents continents, ciutats o regions i a vegades entre diferents països. A vegades tenen un vagó restaurant per permetre als passatgers menjar durant el viatge. Els trens nocturns solen tenir vagons per dormir.
Renfe Operadora i Elypsos tenen trens que efectuen viatges nocturns entre França i Espanya, aquests serveis s'anomenen Trenhotel i els trens disposen de vagons amb lliteres per passar la nit.
El Transsiberià és un tren rus que fa el recorregut més llarg del món (9.297 kilòmetres) en vuit dies.

##### Tren d'alta velocitat

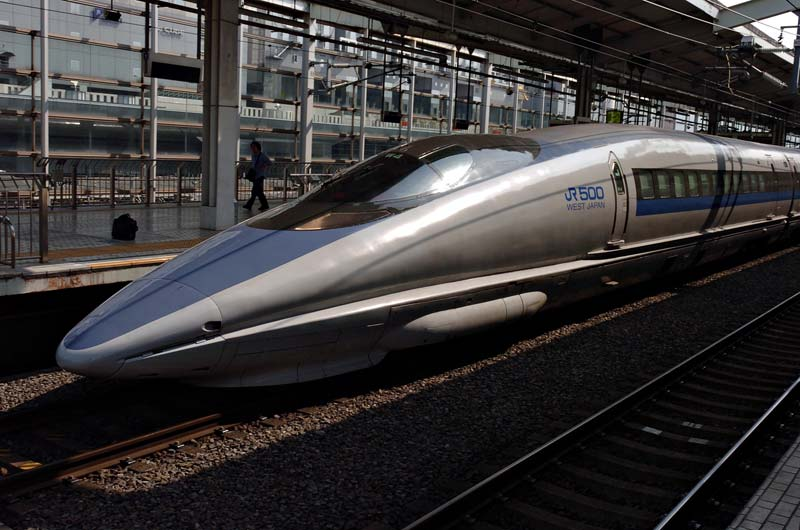
Tren Shinkansen de la sèrie 500.

Els trens d'alta velocitat (TAV o TGV) són trens que circulen a velocitats mitjanes superiors a 200 km/h. Actualment el material mòbil més modern pot arribar als 350 o 400 km/h amb gran seguretat. El primer tren d'alta velocitat va ser el japonès Shinkansen (tren bala) que va començar a funcionar el 1964. Aquest tipus de trens són competitius amb viatges amb avió si la distància no excedeix els 500 o 600 km.
Per seguretat aquest tipus de trens no poden circular per vies convencionals, les línies ferroviàries d'alta velocitat tenen uns requisits de construcció majors per tal que assolir les altes velocitats siguin segures. Actualment algunes línies de ferrocarril convencional s'estan adaptant als estàndards de l'alta velocitat perquè hi puguin circular trens a uns 200 km/h.
A ciutats com Hong Kong, hi ha trens d'alta velocitat de curta distància, com per exemple el servei entre l'aeroport i la ciutat.

##### Maglev
El maglev és el nom d'un tren que funciona amb la tecnologia de la levitació magnètica, i la principal diferència amb els trens convencionals és la falta de contacte entre el vehicle i la via i això s'aconsegueix mitjançant l'ús de camps magnètics. Per poder assolir la velocitat dels 500 km/h fa anys que s'investiga en la tecnologia tren Maglev. Els trens maglev van començar les operacions el 2003 a Xangai i poden superar els 430 km/h. Fins ara aquest tipus de trens no s'han utilitzat en rutes de massa.

##### Tren interurbà
Els trens interurbans són trens que efectuen serveis de connexió de ciutats, una distància major que els trens de rodalia. Es poden dividir en dos grups, els trens interurbans que no paren a petites estacions o baixadors i trens locals que paren a totes les estacions.

##### Tren regional
Un tren regional és un tren que connecta pobles i ciutats, el recorregut és major al dels trens interurbans i no solament enllaça els principals centres de població sinó que també serveix el trànsit local. Aquests trens no efectuen serveis tan llargs com els trens de llarga distància.

#### Trens de curta distància

##### Tren de rodalia
Algunes ciutats disposen de xarxes de trens de rodalia que serveixen una ciutat i el seu entorn proper. Aquest sistema sol utilitzar-se en àrees metropolitanes per satisfer l'alta demanda. Alguns vagons tenen zones sense seients, per a estar dret, carregar bicicletes o cadires de rodes. En alguns casos els trens poden ser de doble pis.
En països anglosaxons utilitzen el terme "commuter" per definir aquesta classe de trens, aquesta paraula s'empra per descriure a un tipus de gent que es desplaça diàriament en tren dins d'una àrea metropolitana per anar de casa a treballar i a l'inrevés, fent una mena de viatges pendulars diaris.

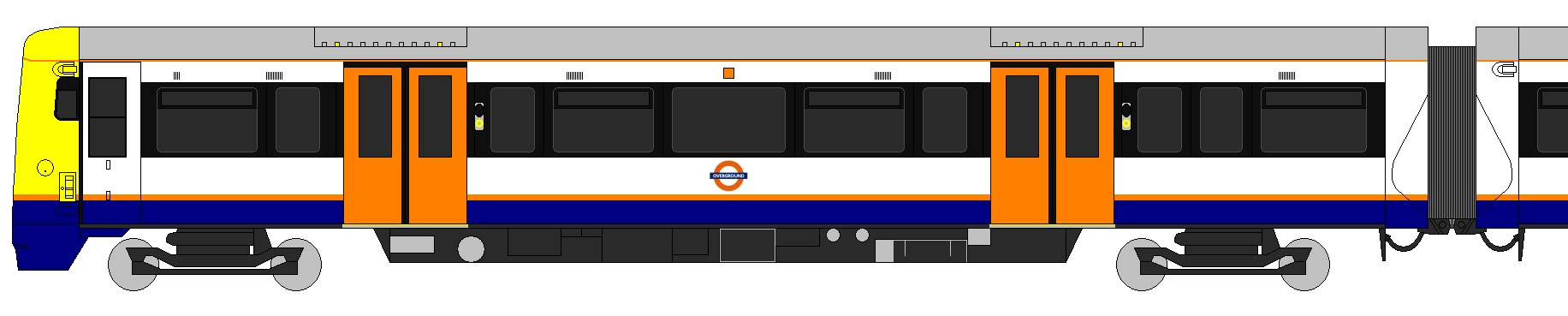
Els nous trens del sistema London Overground. (Imatge sencera)

##### Metro

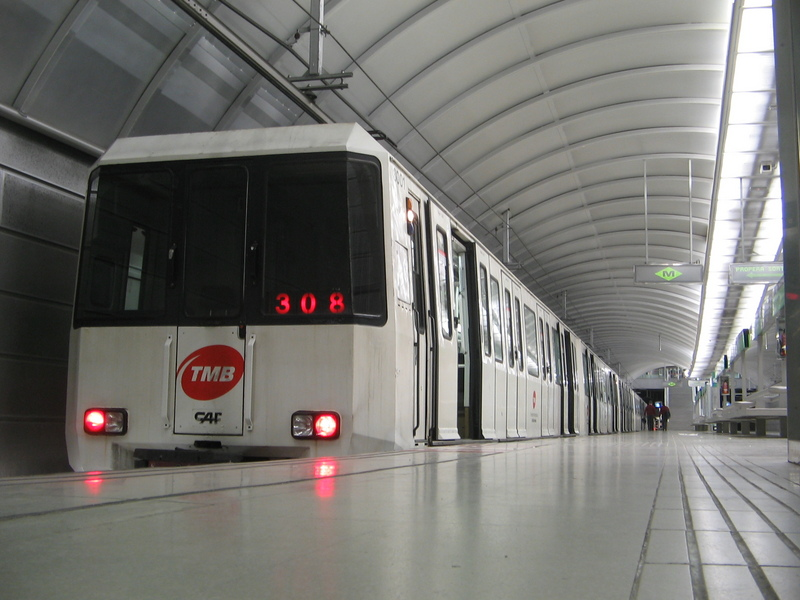
Tren de la sèrie 3.000 del metro de Barcelona.

Els trens metropolitans, de trànsit ràpid o metro són trens amb una alta freqüència de pas i estan separats d'altres modes de transport i no hi ha passos al mateix nivell. Els metros poden estar soterrats a través de túnels per sota la ciutat, però també poden estar totalment en superfície, en viaducte o d'una forma mixta. El metro de Barcelona, per exemple, és una xarxa de metro totalment soterrada, mentre que el metro de Londres està soterrat al seu pas pel centre de la ciutat i a mesura que s'allunya passa a circular per l'exterior.
Com que les línies de metro no solen tenir una longitud molt llarga i circulen normalment en ciutats grans i denses, els trens solen estar preparats per suportar demandes elevades de passatgers i no tot l'espai dels vagons és destinat a seients, ja que la velocitat i la distància que recorre permet dur bona part del passatge de peu.

##### Tramvia

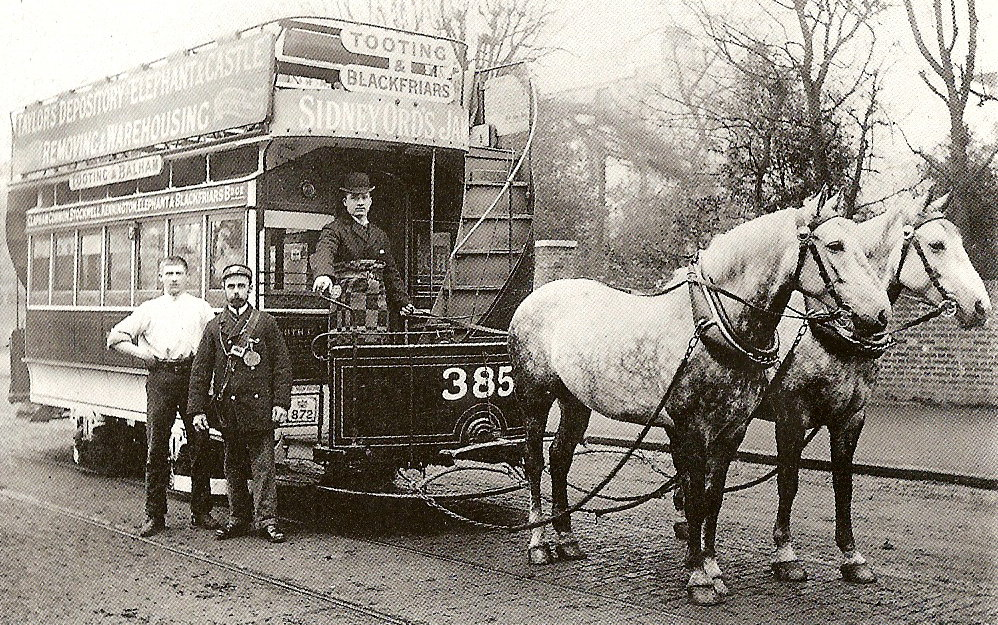
Un tramvia arrossegat per cavalls el 1890 a Londres.

Un tramvia és una classe de tren de menys capacitat, normalment d'un únic vehicle o més d'un units, tot i que actualment els tramvies moderns han augmentat la capacitat. Acostuma a circular pels carrers de la ciutat, de vegades segregat dels altres mètodes de transport i de vegades compartint espai amb el cotxes. Per exemple, els tramvies de Lisboa circulen pel carrer i tant poden circular tramvies com cotxes, mentre que els tramvies moderns de Londres o Barcelona estan separats.
Actualment la gran majoria de tramvies tenen cables aeris com a font elèctrica però a algunes ciutats comencen a circular tramvies elèctrics sense cables. Els primers tramvies eren arrossegats per cavalls, com per exemple els tramvies de Londres.

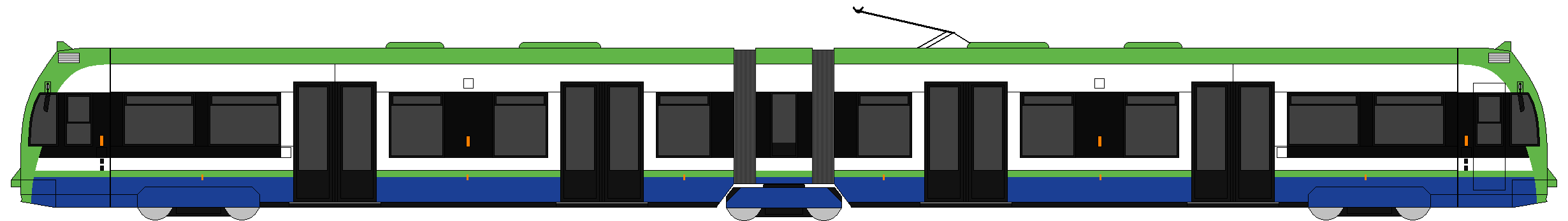
Un tramvia modern de la xarxa Tramlink de Londres.

##### Tren lleuger
Un tren lleuger, pot ser el terme utilitzat per a referir-se a un tramvia modern, o un tren que està a mig camí entre un tramvia i un tren. Sol tenir freqüències altes de pas com els metros i a diferència d'aquest pot tenir passos al mateix nivell.
A Catalunya hi ha projectes de creació de sistemes de tren lleuger a Tarragona, Lleida, Girona i al Bages.

##### Monorail
Un monorail és un tipus de tren que es va desenvolupar per al trànsit urbà de demanda mitjana, són més petits que el trens convencionals i circulen per vies d'un sol rail com el seu nom indica.

### Trens de mercaderies

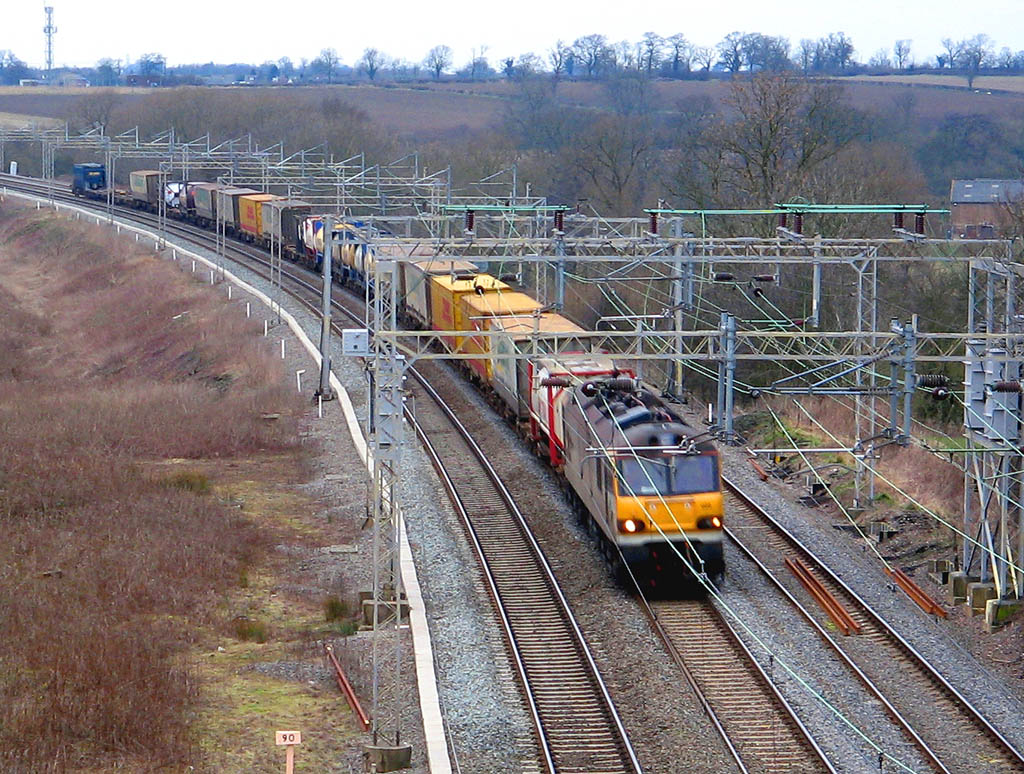
Un tren elèctric al Regne Unit

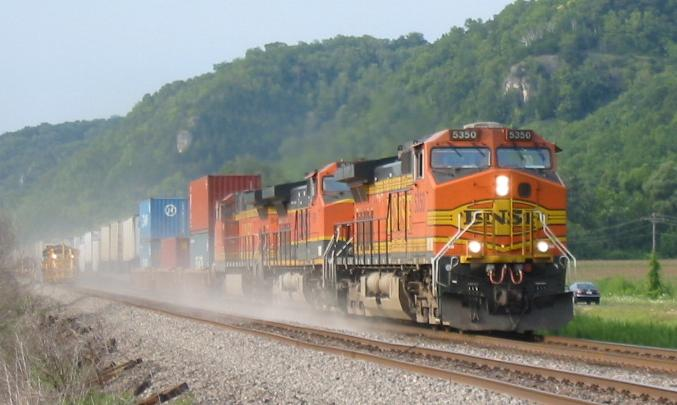
Un servei als Estats Units d'Amèrica

Un tren de mercaderies és un tren destinat al transport de mercaderies o materials. La majoria de mercaderies són transportades per ferrocarril, i per exemple als Estats Units d'Amèrica el ferrocarril té un major ús de trens de mercaderies que de passatgers.
El transport de mercaderies per tren és molt econòmic, sobretot quan s'ha de transportar material a granel a llargues distàncies, i també és més eficient energèticament que el transport per carretera. A partir dels 32 km es creu que els costos del transport ja és efectiu.
El principal inconvenient del transport ferroviari de mercaderies és la falta de flexibilitat. Per aquesta raó, el ferrocarril ha perdut gran part de les empreses que es dedicaven a aquest tipus de transport per passar al de carretera, mentre molts governs encoratgen a utilitzar els trens de mercaderies.
Hi ha diferents trens de mercaderies que són utilitzats per transportar diferents tipus de càrrega. Un dels tipus més comuns utilitzats actualment són els vagons on els contenidors es poden aixecar i baixar del tren en grues, en comptes de formar part del vagó. També hi ha vagons per transportar cotxes, o vagons refrigerats pel transport alimentari.
En alguns països anglosaxons s'utilitza el terme "freighthopping" per designar un tipus de transport il·legal. Alguns passatgers que no volen comprar un bitllet utilitzen trens de mercaderies com a transport, cosa que la llei no ho permet.

### Unes altres classes de trens
A més dels trens de passatgers i els de mercaderies, hi ha unes altres menes de tren que es fan servir per a la construcció, manteniment i proves de les vies de ferrocarril. A Suïssa hi ha trens d'emergències per quan hi ha incendis als túnels.
Els trens de treball consisteixen en trens equipats amb motors per a manipular, tractar, provar catenàries, alguns estan equipats de grues, etc.

## Afició al ferrocarril
El ferrocarril, a banda d'ésser un important mitjà de transport, també és objecte d'afició per a moltes persones que, en molts casos, arriben a constituir diverses associacions per organitzar activitats com viatges amb trens històrics, visites concertades a instal·lacions ferroviàries restringides com tallers o cotxeres, i la construcció i manteniment de grans maquetes. Les associacions més importants poden arribar a fer-se càrrec personalment de material històric.
A banda de l'associacionisme tradicional, recentment ha sorgit un interès creixent per a la fotografia amb motius ferroviaris gràcies en part a les càmeres digitals i a portals especialitzats que han donat més facilitats per a desenvolupar aquesta activitat en grup. També existeixen comunitats dedicades al desenvolupament de models virtuals per a diferents simuladors relacionats amb el ferrocarril.
A més de l'afecció al ferrocarril en algunes línies és habitual la circulació de models històrics de trens. L'Associació per a la Reconstrucció de Material Ferroviari organitza circulacions especials amb trens clàssic a la línia Lleida - la Pobla de Segur com les locomotores dièsel 10.817 i 10.820, popularment conegudes com a yeye's, i la locomotora de Vapor 282F-0421, popularment coneguda com la garrafeta.
També es poden trobar tramvies clàssics a la línia del tramvia Blau de Barcelona o a la xarxa de tramvies de Lisboa, on la majoria de línies utilitzen tramvies antics.

## Cultura
El tren està fortament present a la literatura, cinema, videojocs, etc. És un món propici per a la intriga (policíaca, d'espionatge, retrobaments i drama sentimental) i un lloc per a viatgers d'aventura i suspens. També hi ha una gran imaginació al voltant de certs tipus de trens com el Transsiberià, l'Orient Express, tren de nit, etc.
En la literatura, alguns exemples són els llibres d'Agatha Christie com "el tren de les 4:50", "Assassinat a l'Orient Express" i "El misteri del tren blau". Al cinema es coneixen pel·lícules com "Estranys en un tren" d'Alfred Hitchcock i Transamerica Express d'Arthur Hiller.

## Cronologia de l'alta velocitat
- 1 octubre del 1964: Amb la inauguració de la línia Tokaido Shinkansen, el Japó inaugura l'era de l'alta velocitat ferroviària. Neixen els llegendaris trens bala que uneixen Tòquio amb Osaka.
- 6 de març del 1974: Georges Pompidou decideix en l'últim consell de ministres que presideix, crear un tren d'alta velocitat a França.
- 26 de febrer del 1981: El TGV supera la velocitat dels 380 km/h, batent el rècord de velocitat sobre línia fèrria.
- 22 de setembre del 1981: François Mitterrand inaugura els 417 km de la línia TGV entre París i Lió.
- 18 de maig de 1990: Una unitat del TGV-Atlantique circula a 515 km/h, fixant un nou rècord mundial de velocitat que serà vigent durant 17 anys.
- 2 de juny de 1991: Alemanya estrena el primer servei regular de l'InterCityExpress (ICE) entre Hamburg i Múnic.
- 13 d'abril del 1992: Espanya inaugura la seva primera línia d'alta velocitat, que unirà Sevilla i Madrid amb els trens AVE, derivats del TGV francès.
- 14 de novembre del 1994: El primer Eurostar recorre l'Eurotúnel per sota el Canal de la Mànega i realitza en tres hores el seu primer viatge comercial entre París i Londres.
- 3 de juny de 1998: Es produeix l'únic accident amb víctimes mortals mai sofert per un tren d'alta velocitat. Un ICE alemany impacta a 200 km/h contra un pont que creua la via. Resulten 101 persones mortes i 88 ferides.
- 29 de gener del 2001: Itàlia i França firmen un acord per unir Lió amb Torí amb una línia d'alta velocitat. Es preveu la seva circulació pel 2015 i per això s'ha de construir un túnel internacional de 52 km a través dels Alps.
- 3 d'abril de 2007: Una unitat V-150 (de dos pisos) del TGV francès arriba als 574 km/h en un tram de la línia París-Estrasburg, batent el rècord de velocitat sobre rail establert l'any 1990 per un altre comboi francès. [19]
- Finals de 2007: Data en què, segons s'ha compromès Foment, l'AVE connectarà Madrid i Barcelona. Una nova línia Madrid-Galícia ja està actualment en construcció.

## Àlbum

Tren
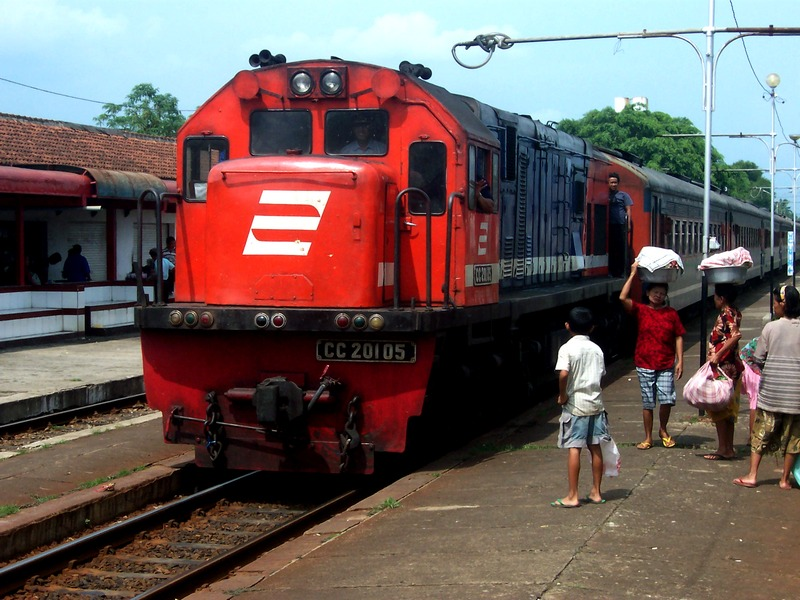
GE U20C in Indonèsia, #CC201-05
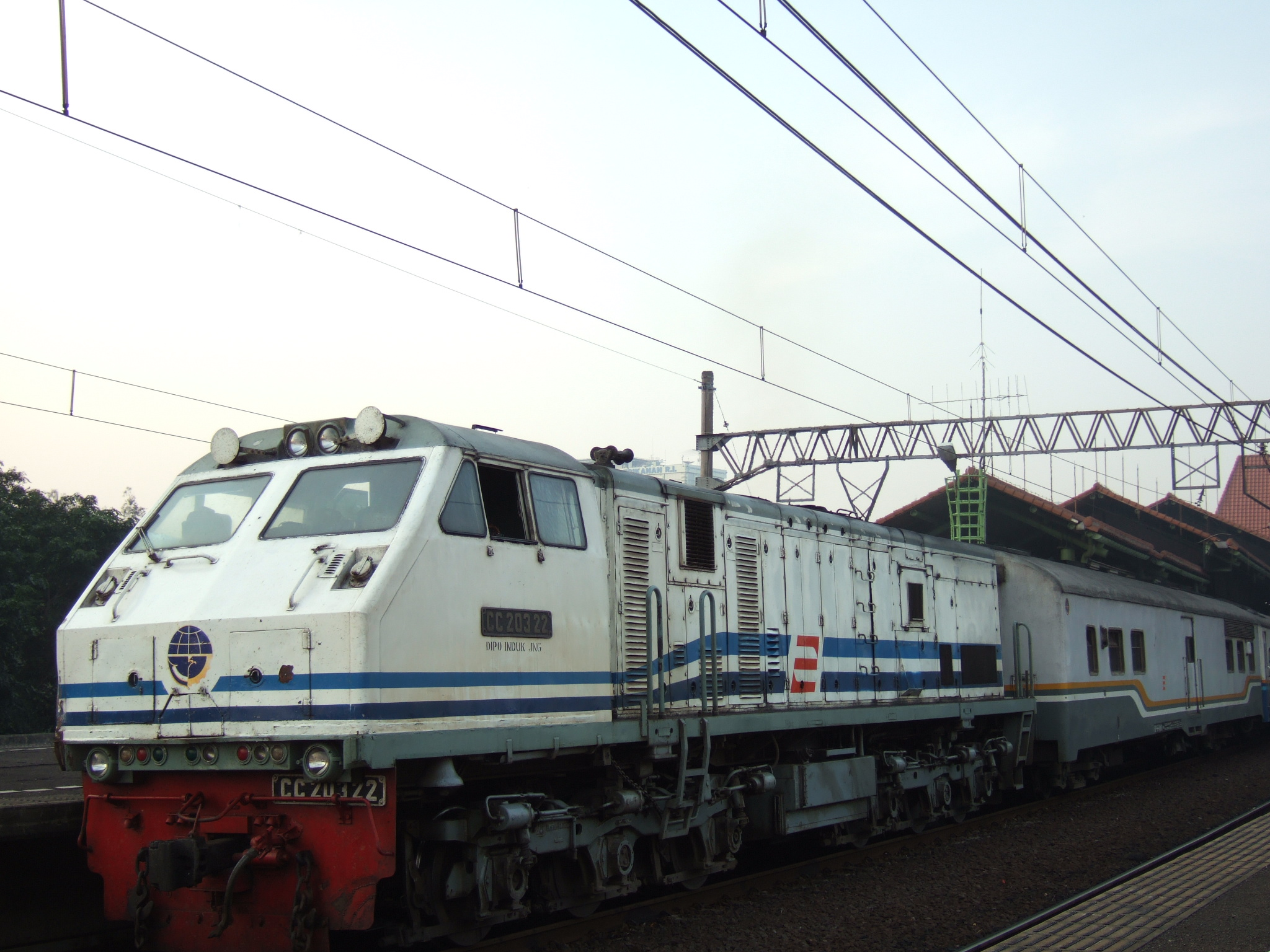
GE U20C "Full-Width Cabin" in Indonesia, #CC203-22
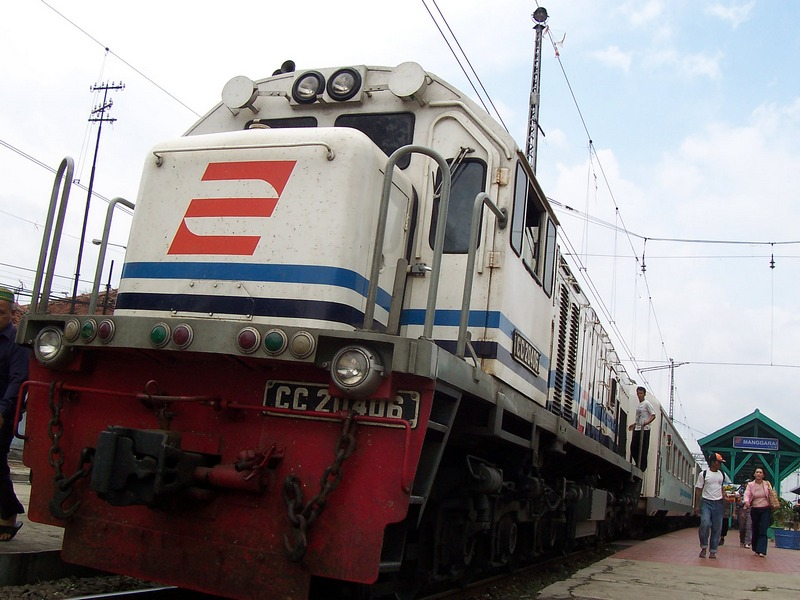
GE U20C full computer control locomotive in Indonesia, #CC204-06